# Die Wartburg (1954)
Die Wartburg ist ein Dokumentarfilm der DEFA von Günter Mühlpforte aus dem Jahr 1954.

## Inhalt
In der Nähe Eisenachs wandert eine kleine Gruppe junger Leute auf den Gipfel eines Berges, um von dort die noch etwas höher liegende Wartburg zu betrachten. Sie gehören zu den vielen Menschen, die aus allen Teilen des deutschen Vaterlandes zu der in der Nähe der Zonengrenze liegenden Burg kommen, um sich an ihrer Schönheit zu erfreuen, sowie ihre Geschichte kennenzulernen.
Der Thüringer Graf Ludwig der Springer erbaut um das Jahr 1067 diese Burg, die der Erhaltung seiner Macht dienen soll und als Beginn der Landgrafschaft Thüringen zählt. Seine Nachfahren bauen diese Burg zu einer der schönsten und gewaltigsten Burgen Deutschlands aus. In den Jahren 1180 bis 1220 wird der Palas im romanischen Stil dieser Epoche erbaut. Bis heute hat sich das Gefühl erhalten, in welch feierlichen und heiteren Glanz, die im Inneren abgehaltenen Feste zu Ehren der Minne abliefen. Hier findet auch im Jahr 1206 der heute noch bekannte Sängerkrieg statt, zu dem sich die ritterlichen Dichter des Volkes treffen. Einer der bekanntesten Teilnehmer ist Walther von der Vogelweide, der mit den neuen Liedern über die Liebe des einfachen Volkes, vom erwachenden Nationalbewusstsein und von einem starken, einigen Vaterland Aufmerksamkeit erregt. Mit seinen Texten tritt er mutig gegen die Fürsten und die Kirche auf. Als man im Jahr 1912 einen Teil des Palas restauriert, findet man nicht die Kraft der schöpferischen Nachgestaltung des Originals, sondern verfälscht mit billigen, flimmernden Glasbausteinen das Ergebnis.
Dagegen wirkt die 1953 rekonstruierte Kapelle so, wie sie vor Jahrhunderten erschaffen wurde. Der Betrachter dieses Raumes ist durch seine stille, schlichte Größe stark beeindruckt. Ihn umgibt die gleiche Anmut, wie die ebenfalls in den Jahren der Erbauung um 1270 entstandene Sage von der heiligen Elisabeth, die die Landgräfin Elisabeth von Thüringen betrifft, die als Heilige im Herzen des Volkes weiterlebt, da sie sich den Herrschenden entgegenstellt und somit zur Mitleidenden wird. Doch ihre milden Gaben können die Not nicht beseitigen und die Unterdrückung beenden. Auch die durch das junge deutsche Bürgertum geschaffenen Kunstschätze, die sich heute auf der Wartburg befinden, sind nicht in der Lage, die Macht der Feudalherren zu brechen.
Das Neue in der Architektur zeigt sich in der im 15. Jahrhundert erbauten Vorburg, in der sich von 1521 bis 1522 der zum Sprecher des deutschen Volkes gewordene Reformator Martin Luther verbirgt, wo er das Neue Testament aus der griechischen Sprache ins Deutsche übersetzt. Mit dieser Übersetzung gibt er dem deutschen Volk eine einheitliche Nationalsprache, die Voraussetzung für ein einiges Vaterland ist. Doch 1525, als die Bauern sich erheben, um Luthers Worten Taten folgen zu lassen, wendet er sich, genau wie das restliche Bürgertum, von deren Ansinnen ab. Deshalb können sie den Kampf unter der Führung von Thomas Müntzer gegen die feudale Übermacht nicht gewinnen. Deutschland bleibt ein zersplitterter Flickenteppich von vielen kleinen Fürstentümern, in denen die freiheitsliebenden Bewohner weiterhin unterdrückt werden. Einer der bekanntesten Vertreter ist Fritz Erbe, der acht Jahre seiner Haft auf der Wartburg bis zu seinem Tod verbringt und dessen von ihm selbst in das Mauerwerk eingeritzter Namenszug heute noch zu lesen ist.
Erst Johann Wolfgang von Goethe erkennt während seines Aufenthalts auf der Wartburg ihre Bedeutung als Nationale Gedenkstätte. Er zeichnet die Burg und sammelt die mit ihr verbundenen wertvollen Schätze. Das ist der Beginn als ihr Symbol für die Unzerstörbarkeit der deutschen Nation. Im Oktober 1817 treffen sich hier Studenten, die in den Freiheitskriegen gegen die napoleonische Fremdherrschaft für ein neues einiges Vaterland gekämpft hatten. Die Reformation und Völkerschlacht werden gefeiert und sie bereiten die Gründung der Burschenschaft, einer gesamtdeutschen Studentenverbindung vor. Mit ihren Forderungen nach einem freien Verkehr innerhalb Deutschlands, der Feststellung, dass die Lehre einer Teilung Deutschlands irrig und dass ein Krieg zwischen den deutschen Staaten ein ungeheurer Frevel ist. Ziel muss ein einiges Deutschland sein. Mit diesen Forderungen helfen die Studenten, die Revolution von 1848 vorzubereiten, auf deren Barrikaden sich die Kraft der entstehenden Arbeiterklasse ankündigt.

Der letzte Kommentar des Films wird hier als Zitat wiedergegeben: 

„Schauen wir von der Wartburg bis zu den fernen Bergen der Rhön, wo Menschen wohnen, die wie wir die Kunst Walters von der Vogelweide lieben, das Wort Goethes verehren, die wie wir Luthers Sprache, unsere Sprache, sprechen, dann fühlen und begreifen wir, es muss ein Deutschland sein, frei und glücklich.“

## Produktion und Veröffentlichung
Die Dreharbeiten fanden mit der fachlichen Unterstützung der Historiker Alfred Meusel und Joachim Streisand statt. Die Anlaufdatum des auf 35-mm-Filmmaterial gedrehten Farbfilms aus dem VEB Film- und Chemiefaserwerk Agfa Wolfen wird mit dem 12. April 1954 angegeben. Eine erste Fernsehausstrahlung erfolgte am 29. Mai 1954 durch das offizielle Versuchsprogramm des Fernsehzentrums Berlin.
Dem Antrag des DDR-Außenhandels, während der Mannheimer Kultur- und Dokumentarfilmwoche diesen Film aufzuführen, konnte im Mai 1954 durch den bundesdeutschen Interministeriellen Ausschuss für Ost/West-Filmfragen nicht nachgekommen werden, da aus Zeitmangel keine Vorführung stattfand. Im September 1954 folgte eine Sichtung im Rahmen eines Filmaustausches durch die Internationale Filmhandelsgesellschaft, bei der jedoch eine Freigabe des Films für eine Aufführung in der Bundesrepublik Deutschland von einer neuen Synchronisation abhängig gemacht wurde. Eine Begründung dafür wurde im Protokoll nicht vermerkt.